# Puddelglum
Puddelglum (Engels: Puddleglum) is een personage uit De zilveren stoel en Het laatste gevecht van De Kronieken van Narnia door C.S. Lewis.
Puddelglum is een moeraswiebel, een mensachtig wezen dat in tenten op eilanden in een moeras in het noorden van Narnia leeft. Het lichaam van een moeraswiebel is even groot als een dwerg, maar met lange benen en armen, zodat hij, als hij staat, langer is dan de meeste mensen. Zijn voeten en handen lijken op kikkerpoten. Hij heeft een lang, mager gezicht, zonder baard, met een punthoed op zijn hoofd. Moeraswiebels roken zware tabak, naar men zegt, vermengd met modder, in een pijp. Ze zijn erg op hun privacy gesteld en wonen dus ver uit elkaar.
Puddelglum gedraagt zich altijd bijzonder pessimistisch en denkt er altijd het ergste van, want dan valt het altijd mee. Maar in werkelijkheid hoopt hij waarschijnlijk op een goede afloop van het avontuur. Volgens Lewis was de figuur van Puddelglum gebaseerd op zijn tuinman Fred Paxford en niet, zoals sommigen vermoedden, op zijn vriend de schrijver J.R.R. Tolkien, die ook een zwaarmoedige lange pijproker was.

## De zilveren stoel
Hierin reist hij met Jill Pool en Eustaas Schreutel naar het noorden op zoek naar de verdwenen prins Rilian, de zoon van Caspian de tiende. Hij gaat mee omdat alle andere moeraswiebels hem te wispelturig en te uitgelaten vinden. Zo'n reis zal hem leren het leven weer serieus te nemen.
Hij vertrekt vanaf het moeras, naar het noorden door het Ellersveen, waar ze de reuzen tegenkomen. Bij de reuzenbrug, komen ze de Vrouwe met het Groene Gewaad tegen, die hen naar Harfang stuurt. Dit blijkt een val te zijn, want ze komen erachter dat het doel van haar is, om ze te laten opeten. Volgens het kookboek waar ze dat in ontdekken, is een Moeraswiebel nogal taai en smaakt hij modderig.
Bij hun vlucht vallen ze in een gat, waar ze aardmannen tegenkomen, die zo somber kijken, dat ze volgens Puddelglum hem wel de ernst van het leven kunnen bij brengen. De aardmannen brengen hen naar Rilian. Als zij Rilians betovering hebben verbroken, komt de Vrouwe met het Groene Gewaad binnen die hen door rook en muziek weer wil betoveren.
Puddelglum trapt het vuur uit waaruit de rook komt, wat door zijn kikkerpoten niet echt zeer doet, en belijdt zijn geloof in Narnia en Aslan. De Vrouwe met het Groene Gewaad verandert in een slang, en samen met Rilian doodt Puddelglum de slang.
Als de Vrouwe met het Groene Gewaad is gedood, breekt er een opstand uit bij de aardmannen. Als ze willen vertrekken, terug naar Narnia, lopen de aardmannen in de weg. Puddelglum pakt er een om te weten wat er aan de hand is. De aardman bijt in zijn handen, maar daar kunnen zijn handen beter tegen dan die van mensen. Als de weg vrij is, gaan ze naar boven alwaar ze door Narniërs worden opgevangen. Als Jill en Eustaas weg moeten geeft Jill Puddelglum een zoen, en vindt Puddelglum zichzelf best een knappe vent. Samen met Caspian en Aslan gaan Jill en Eustaas terug naar hun eigen wereld. Jill, Eustaas en de jonge  Caspian (uit de dood terug gehaald door Aslan) jagen de pestkoppen weg. Wat er met Puddelglum gebeurt, blijft een raadsel. Waarschijnlijk gaat hij terug naar zijn tent.

## Het laatste gevecht
Hier is Puddelglum in de tuin, in het nieuwe Narnia, samen met alle andere helden uit Narnia.